# Antim Cup
De Antim Cup is een beker die wordt uitgereikt aan de winnaar van de rugbywedstrijden tussen Roemenië en Georgië.
Achter de Europese toplanden behoren Roemenië en Georgië tot de beste rugbylanden. Hierdoor hebben ze vaak spannende en belangrijke wedstrijden tegen elkaar gespeeld. In 2000 kwam de Georgische rugbybond met een plan om de winnaar van de wedstrijden tussen Roemenië en Georgië een prijs te geven, naar het voorbeeld van de Calcutta Cup.
De twee landen kwamen al snel overeen dat deze beker vernoemd moest worden naar de oosters orthodoxe metropoliet Antim Iverianul (1650-1716). Iverianul werd in Georgië geboren, maar verbleef het grootste deel van zijn leven in Roemenië. In Boekarest bouwde hij een aantal kerken en werd aartsbisschop in een zuidelijke regio van Roemenië. Ook was het Iverianul die de eerste drukpers in Roemenië bouwde. Tijdens zijn verblijf in Roemenië onderhield hij nauwe contacten met de kerk in Tbilisi. In zijn drukkerij in Georgië werd de eerste Georgische Bijbel gedrukt. Tegenwoordig wordt Antim Iverianul nog steeds geëerd door zowel de Roemeense als de Georgische kerk. Omdat deze naam in het Georgisch als Antimoz Iverieli wordt geschreven, was er wat onenigheid over de exacte naamgeving van de beker. Na goedkeuring van de patriarch van de Georgisch orthodoxe kerk werd de naam Antim Cup gekozen.
De beker is ontworpen door Guia Japaridze, een voormalig Georgisch rugbyspeler, en is gemaakt van verguld brons.
De beker is de inzet tijdens elke officiële rugbyinterland tussen Roemenië en Georgië. De wedstrijden voor de kwalificatie en eindronde van het wereldkampioenschap rugby tellen echter niet mee voor de Antim Cup. De wedstrijden voor de European Nations Cup tellen wel mee. De beker wordt uitgereikt aan het team dat in de reguliere tijd de wedstrijd wint. Anders zal de titelverdediger de beker houden.

## Winnaars
Sinds 2002 is er negentien keer gespeeld om de Antim Cup. Georgië won twaalf keer. Roemenië won zes keer. Één keer eindigde de wedstrijd in een gelijkspel.
| Jaar | Datum       | Winnaar  | Uitslag | Plaats    |
| ---- | ----------- | -------- | ------- | --------- |
| 2002 | 6 april     | Roemenië | 23-31   | Tbilisi   |
| 2003 | 30 maart    | Roemenië | 6-19    | Tbilisi   |
| 2004 | 27 mei      | Roemenië | 25-18   | Iaşi      |
| 2005 | 12 maart    | Georgië  | 20-13   | Tbilisi   |
| 2006 | 25 februari | Roemenië | 35-10   | Boekarest |
| 2007 | 3 februari  | Georgië  | 17-20   | Boekarest |
| 2008 | 9 februari  | Georgië  | 22-7    | Tbilisi   |
| 2009 | 14 maart    | Georgië  | 28-23   | Tbilisi   |
| 2010 | 13 maart    | Roemenië | 22-10   | Boekarest |
| 2011 | 12 maart    | Georgië  | 18-11   | Tbilisi   |
| 2012 | 10 maart    | Georgië  | 13-19   | Boekarest |
| 2013 | 16 maart    | Georgië  | 9-9     | Boekarest |
| 2014 | 15 maart    | Georgië  | 22-9    | Tbilisi   |
| 2015 | 21 maart    | Georgië  | 6-15    | Boekarest |
| 2016 | 19 maart    | Georgië  | 38-9    | Tbilisi   |
| 2017 | 19 maart    | Roemenië | 8-7     | Boekarest |
| 2018 | 18 maart    | Georgië  | 25-16   | Tbilisi   |
| 2019 | 9 februari  | Georgië  | 9-18    | Cluj      |
| 2020 | 1 februari  | Georgië  | 41-13   | Tbilisi   |
| 2021 | 28 maart    | Georgië  | 28-17   | Tbilisi   |
| 2022 | 4 maart     | Georgië  | 23-26   | Boekarest |
| 2023 | 22 maart    | Georgië  | 31-17   | Tbilisi   |
| 2023 | 12 augustus | Georgië  | 56-6    | Tbilisi   |
| 2024 | 2 maart     | Georgië  | 43-5    | Tbilisi   |
| 2025 | 1 maart     | Georgië  | 43-5    | Tbilisi   |